# Logtalk
Logtalk é uma extensão em código aberto e orientada a objeto da linguagem Prolog. Logtalk é razoavelmente neutra com relação à versões e suporta a maioria das implementações do Prolog. Como uma linguagem orientada a objeto, as suas principais características são o suporte à classes (e opcionalmente metaclasses) e protótipos, objetos parametrizados, protocolos (interfaces), categorias (componentes), herança múltipla, Programação orientada a eventos, programação multi-thread, reflexão e geração automática de documentação.
Para os programadores Prolog, a Logtalk disponibiliza namespaces de predicados (suporta objetos dinâmicos e estáticos), predicados privados, protegidos e públicos, separação entre interface e implementação, melhor portabilidade que os módulos Prolog e sintaxe padrão do Prolog, com a adição de alguns poucos operadores e diretivas. Atualmente suporta compiladores Prolog como Amzi! Prolog, B-Prolog, Bin-Prolog, Ciao, CxProlog, ECLiPSe, Gnu Prolog, IF Prolog, JI-Prolog, K-Prolog, Open-Prolog, Qu-Prolog, Quintus Prolog, SICStus Prolog, SWI-Prolog, XSB e YAP.